# 谭家河乡
谭家河乡位于中国河南省信阳市浉河区南湾湖上游，东邻鸡公山，南接湖北广水市。盛产大米、鱼虾、茶叶、木耳、香菇、板栗、猕猴桃、毛竹、木材等。区域面积280平方千米，截至2018年末，户籍人口33339人。
谭家河乡因濒临南湾湖，水质甘甜，豆制品与种植业加工颇有盛誉。

## 行政区划
谭家河乡下辖以下地区：
谭家河街社区、南湾村、凌岗村、千工堰村、金华村、灵官村、刘河村、界河村、尚河村、李畈村、土门村、袁冲村、西双河村、四里桥村、冯店村、郭畈村、田冲村和大桥村。

## 交通
224省道过境，境内长16.7千米，有县、乡道4条，总长122千米。